# Hof van Eckberge
Hof van Eckberge is een attractiepark met binnen- en buitenspeeltuin, dierentuin met dierentuinvergunning, bowlinghal, midgetgolf en lasergamehal in het Nederlandse dorp Eibergen.

## Dierentuin
De huidige collectie van de dierentuin bestaat uit 20 diersoorten. In de collectie bevinden zich onder meer de volgende diersoorten:

### Amfibieën
- Afrikaanse stierkikker
- Pijlgifkikker

### Insecten
- Australische flappentak

### Reptielen
- Blauwtongskink
- Geelwangschildpad
- Koningspython

- Madagaskardaggekko
- Lygodactylus williamsi
- Panterkameleon

- Rode baardagaam
- Roodwangschildpad

### Vissen
- Koikarper

- Koraalduivel

- Picasso-doktersvis

### Vogels
- Carolina-eend
- Harlekijnara (een kruising van de groenvleugelara en de blauw-gele ara)
- Kalkoen

- Nandoe
- Paradijskraanvogel

- Zijdehoen krielkip
- Zwarte zwaan

### Zoogdieren
- Alpaca
- Bennettwallaby
- Dwerggeit

- Ezel
- Göttinger minivarken
- Prairiehond

- Ouessantschaap
- Wasbeer
- Stekelvarken

## Exotenverordening
De wasberen, geelwangschildpadden en de roodwangschildpadden vallen onder de Exotenverordening.

## CITES-dieren
De volgende diersoorten vallen onder de CITES-wetgeving: de Koningspython, de Madagaskardaggekko, de Panterkameleon en de Harlekijnara.